# The Counterfeiters (film 1915)
The Counterfeiters è un cortometraggio muto del 1915 diretto da Charles Raymond.

## Produzione
Il film fu prodotto da I.B. Davidson.

## Distribuzione
Distribuito dalla Kinematograph Trading Company, uscì nelle sale cinematografiche britanniche nel 1915.